# Szeptember 3.
Szeptember 3. az év 246. (szökőévben 247.) napja a Gergely-naptár szerint. Az évből még 119 nap van hátra.
Névnapok: Hilda + Csobán, Hildelita, Piusz, Tíria, Tirza, Gergely

## Események
- Kr. e. 36 – Naulochusi csata: Marcus Vipsanius Agrippa legyőzi Sextus Pompeius seregeit.
- 301 – San Marino elnyeri függetlenségét.
- 1138 – II. Béla magyar király Székesfehérváron kiadott oklevele az első írásos emlék Csepel faluról.
- 1189 – Megkoronázzák I. (Oroszlánszívű) Richárd angol királyt a Westminsteri apátságban.
- 1272 – Királlyá koronázzák IV. (Kun) Lászlót, Árpád-házi uralkodónkat.
- 1783 – Az Nagy-Britannia és 13 volt gyarmata Párizsban békeszerződést írnak alá, amelynek értelmében a brit kormány elismeri az Amerikai Egyesült Államok függetlenségét. Nagy-Britannia és a többi hadviselő fél (Franciaország, Spanyolország, Hollandia) fél ezzel egyidőben aláírják a versailles-i békeszerződést(wd). A brit-amerikai előzetes  békeszerződést már korábban, 1782 november 29.-én aláírták Párizsban. Ezzel véget ér az amerikai függetlenségi háború.
- 1791 – Franciaországban új alkotmányt fogadnak el, mely szerint a  király részt vehetett az üléseken, mégpedig vétójoggal. A nemzetgyűlés 1789 és 1791 közt  dolgozott rajta.
- 1825 – Jedlik Ányost, a dinamó feltalálóját Győrben pappá szentelik.
- 1853 – Megnyitják a Cegléd és Kiskunfélegyháza közti vasútvonalat.
- 1857 – Felavatják a Miskolci Nemzeti Színházat.
- 1866 – Megkezdődik az I. Internacionálé (a Nemzetközi Munkásszövetség első kongresszusa).
- 1914 – A Párizs felé nyomuló német csapatok elérik a Marne folyót.
- 1931 – A Jugoszláv Királyságban bevezetik az ún. oktrojált alkotmányt.
- 1938 – A müncheni egyezmény alapján német csapatok vonulnak be Csehszlovákiába.
- 1939 – Franciaország és Nagy-Britannia hadat üzennek Németországnak.
- 1967 – Svédországban az autóközlekedésben bevezetik a jobb oldali közlekedési rendszert, az európai kontinensen utolsóként.
- 1971 – A megszálló hatalmak: az Amerikai Egyesült Államok, Franciaország, Nagy-Britannia és a Szovjetunió megerősítik Berlin különleges státusát, mely szerint Nyugat-Berlin nem szerves része a Német Szövetségi Köztársaságnak, hanem külön kormányzó polgármester és szenátus irányítja. A Szovjetunió kötelezettséget vállal, hogy fenntartja a személy- és teherforgalmat Berlin elválasztott részei között.
- 1971 – Katar deklarálja függetlenségét Nagy-Britanniától.
- 1976 – A Viking 2 landol a Marson, és fotókat küld annak felszínéről.
- 1977 – Pakisztánban letartóztatják Zulfikar Ali Khan Bhuttót.
- 1983 – Szendi József elfoglalja a veszprémi püspöki széket.
- 1988 – Lakitelken 400 alapító részvételével párttá alakul a Magyar Demokrata Fórum.
- 1992 – Szlovákiában beindítják a bősi erőmű turbináit.
- 1999 – Kanadában egy nagyon sűrű köd 87 jármű összeütközését okozza. A tragédiában 8-an hunytak el és további 45-en megsérültek.[1]
- 2004 – A beszláni túszdráma vége. 344 személy (tanárok és diákok) életét veszti.

## Sportesemények
Formula–1
- 1950 –   olasz nagydíj, Monza – Győztes: Nino Farina  (Alfa Romeo)
- 2017 –  olasz nagydíj, Monza – Győztes: Lewis Hamilton  (Mercedes)

## Születések
- 1499 – Diane de Poitiers francia kurtizán, II. Henrik francia király hivatalos kegyencnője († 1566)
- 1596 – Nicola Amati itáliai hangszerkészítő, Antonio Stradivari mestere († 1684)
- 1773 – Cselkó István a Pozsonyi Királyi Jogakadémia tanára, több megye táblabírája († 1837)
- 1781 – Eugène de Beauharnais francia katonatiszt, marsall, I. Napóleon fogadott fia († 1824)
- 1813 – Eötvös József író, miniszter, a Magyar Tudományos Akadémia elnöke († 1871)
- 1856 – Louis Sullivan amerikai műépítész, a modernizmus atyja, az első felhőkarcolók tervezője († 1924)
- 1859 – Jean Jaurès francia szociáldemokrata politikus († 1914)
- 1863 – Hans Aanrud norvég novella- és színműíró († 1953)
- 1869 – Fritz Pregl Nobel-díjas osztrák, kémikus, orvos († 1930)
- 1875 – Ferdinand Porsche német autótervező és -gyáros († 1951)
- 1894 – Luigi Platé olasz autóversenyző († 1975)
- 1899 – Frank Macfarlane Burnet Nobel-díjas ausztrál orvos, immunológus, virológus († 1985)
- 1900 – Urho Kekkonen Finnország köztársasági elnöke († 1986)
- 1905 – Carl David Anderson Nobel-díjas amerikai kísérleti fizikus († 1991)
- 1906 – Trauner Sándor magyar származású francia festőművész, Oscar-díjas díszlettervező († 1993)
- 1909 – Joe Giba amerikai autóversenyző († 1986)
- 1910 – Maurice Papon francia politikus, Gironde megye prefektusa, költségvetési miniszter († 2007)
- 1915 – Szalai Pál könyvkereskedő, 1944–1945-ben a Nyilaskeresztes Párt rendőrségi összekötője († 1994)
- 1923 – Dénes György geográfus, helytörténész, jogász († 2015)
- 1929 – Irene Papas görög színésznő († 2022)
- 1940 – Macha Méril (sz. Marie-Madeleine Gagarine) marokkói származású francia színésznő
- 1940 – Eduardo Galeano uruguayi író, novellista, újságíró, lapszerkesztő, baloldali társadalomkritikus († 2015)
- 1941 – Babarczy László Kossuth- és Jászai Mari-díjas magyar színházrendező, színigazgató, egyetemi tanár, érdemes és kiváló művész († 2022)
- 1942 – Dr. Winkler András Széchenyi-díjas faipari mérnök, egyetemi tanár
- 1942 – Fodor Tamás Jászai Mari-díjas magyar színész, rendező
- 1945 – Oláh Mara, művészneve: Omara; roma származású magyar festőművész, emlékíró. († 2020)
- 1946 – Varga Tamás magyar színész
- 1948 – Sáfár Anikó magyar színésznő
- 1956 – Görbe Nóra magyar színésznő
- 1957 – Steve Schirripa amerikai színész
- 1963 – Amber Lynn (szül. Laura Allen) amerikai pornószínésznő, táncosnő
- 1963 – Barcsik Géza magyar festő, grafikus
- 1965 – Charlie Sheen Golden Globe-díjas amerikai színész
- 1967 – Temur Iakobasvili grúz diplomata és politikus
- 1977 – Olof Mellberg svéd labdarúgó
- 1979 – Gyurkovics Ferenc magyar válogatott súlyemelő, szövetségi kapitány
- 1979 – Júlio César Soares Espíndola brazil futballkapus
- 1984 – Garrett Hedlund amerikai színész
- 1985 – Aradi Imre magyar színész, énekes
- 1987 – Benk András magyar jégkorongozó
- 1989 – Jang Hyun Seung koreai énekes [B2ST]
- 1993 – Lee Sung Jong koreai énekes [Infinite]
- 1995 – Tóth Lüszi énekesnő

## Halálozások
- 1313 – Přemysl Anna cseh királyné (* 1290)
- 1402 – Gian Galeazzo Visconti olasz főrend, Milánó első hercege, II. Galeazzo Visconti fia (* 1351)
- 1520 – Estei Hippolit (Ippolito d’Este) ferrarai herceg, bíboros, 1487–1497 között esztergomi érsek, utóbb egri püspök (* 1482)
- 1658 – Oliver Cromwell angol államférfi, diktátor, Lord protector (* 1599)
- 1667 – Alonso Cano spanyol építész, szobrász (* 1601)
- 1877 – Adolphe Thiers francia köztársasági elnök (* 1797)
- 1879 – Csapó Vilmos honvédezredes (* 1798)
- 1883 – Ivan Szergejevics Turgenyev orosz író (* 1818)
- 1942 – Max Bodenstein német fizikokémikus, a reakciókinetika egyik megteremtője, a Magyar Tudományos Akadémia külső tagja (* 1871)
- 1948 – Edvard Beneš cseh politikus, Csehszlovákia köztársasági elnöke (* 1884)
- 1950 – Ágay Irén magyar színésznő (* 1913)
- 1957 – Heltai Jenő Kossuth-díjas magyar író, költő (* 1871)
- 1962 – Edward Estlin Cummings amerikai költő, író és festő (* 1894)
- 1971 – Julius Erasmus német utász százados, aki elesett első világháborús bajtársai felkutatásának szentelte az életét (* 1895)
- 1991 – Frank Capra háromszoros Oscar-díjas olasz születésű amerikai filmrendező (* 1897)
- 2001 – Tóth Eszter József Attila-díjas magyar író, költő (* 1920)
- 2006 – F. Györffy Anna magyar grafikusművész, illusztrátor (* 1915)
- 2007 – Szepes Mária magyar író, költő (* 1908)
- 2007 – Steve Fossett amerikai pilóta, tengerész és kalandvadász milliomos (* 1944)
- 2010 – Bánffy György Kossuth-díjas magyar színész (* 1927)
- 2011 – Győri Szabó József magyar nóta- és népdalénekes (* 1929)
- 2011 – Képíró Sándor magyar csendőr (* 1914)
- 2012 – Foky Ottó animációsfilm-rendező (* 1927)

## Nemzeti ünnepek, emléknapok, világnapok
- 1969 óta Nagy Szent Gergely egyházi ünnepe: a halálának évfordulóját jelentő március 12-ről azért helyezték át az ünnepet, mert az a nagyböjtbe esik. A névnap eredeti naptári helye azonban a név elterjedtsége miatt változatlanul megmaradt.
- 1971 óta Katar nemzeti ünnepe: a függetlenség kikiáltása (szeptember 1.) után ezen a napon írták alá a barátsági és együttműködési szerződést Nagy-Britanniával
- San Marino: A Köztársaság alapításának évfordulója